# بيلدونيت
البيلدونيت (BAIl-done-ite)  (Bayldonite) هو معدن ثانوي نادر صيغته الكيميائية PbCu3(AsO4)2(OH)2H2O. اُكتشف لأول مرة في منجم كروفت بينبيرثي، كورنورال، إنجلترا. وسمّي بهذا الاسم نسبة إلى مكتشفه، جون بيلدون.